# Élections régionales belges de 1989
Les premières élections régionales en Belgique ont eu lieu le 18 juin 1989 et n'ont concerné que la Région de Bruxelles-Capitale nouvellement créée.
75 sièges étaient à pourvoir au premier parlement bruxellois.

## parlement bruxellois
Nombre de votants: 477.689, soit 81,94 % de l'électorat convoqué. 
Nombre de votes valables: 438.192 ,
| Liste | Liste   | Voix    | %      | Sièges |
| ----- | ------- | ------- | ------ | ------ |
|       | PS      | 96,189  | 21.95  | 18     |
|       | PRL     | 83,011  | 18.94  | 15     |
|       | FDF-ERE | 64,489  | 14.72  | 12     |
|       | PSC     | 51,904  | 11.85  | 9      |
|       | Ecolo   | 44,874  | 10.24  | 8      |
|       | CVP     | 18,523  | 4.23   | 4      |
|       | FN-NF   | 14,392  | 3.28   | 2      |
|       | PVV     | 12,143  | 2.77   | 2      |
|       | SP      | 11,710  | 2.67   | 2      |
|       | VU      | 9,053   | 2.07   | 1      |
|       | VB      | 9,006   | 2.06   | 1      |
|       | Agalev  | 4,821   | 1.10   | 1      |
|       | autres  | 18,077  | 4.12   | 0      |
| Total | Total   | 438,192 | 100.00 | 75     |